# Parkinsons Regenbogenfisch
Parkinsons Regenbogenfisch (Melanotaenia parkinsoni) ist eine Süßwasserfischart aus der Familie der Regenbogenfische (Melanotaeniidae). Sie kommt im südöstlichen Neuguinea in kleinen, in Richtung Südküste fließenden Flüssen vor. Der australische Ichthyologe Gerald Allen fing die Art in zwei kleinen Nebenflüssen des Kemp Welsh River etwa 75 km südöstlich von Port Moresby und in einem kleinen Bach etwa 3 km westlich von Alotau an der östlichen Spitze von Neuguinea. Möglicherweise ist Parkinsons Regenbogenfisch zwischen Port Moresby und der Milne-Bucht weit verbreitet. Er wurde zu Ehren von Brian Parkinson benannt, einem regelmäßigen Teilnehmer von Allens ichthyologischen Sammelreisen nach Neuguinea.

## Merkmale
Parkinsons Regenbogenfisch hat einen langgestreckten, seitlich stark abgeflachten Körper und wird für gewöhnlich 12 cm, in seltenen Fällen bis zu 15 cm lang. Er ist silbrig gefärbt, hat eine rosafarbene Brust und schmale orange Bänder zwischen den Schuppenreihen. Die ausgewachsenen Männchen haben große, leuchtend orange Flecken auf der hinteren Körperhälfte und leuchtend orange Flossen mit dunklen Rändern. Eine andere, ebenfalls aus dem Kemp Welsh River stammende Form zeigt goldgelbe Flecken und Flossen. Bei älteren Fischen können die Flecken allmählich zusammenfließen, so dass die gesamte hintere Körperhälfte orange oder goldgelb ist. Bei einigen Männchen werden die Rückenflossen und die Afterflosse mit zunehmendem Alter größer und sie bekommen dann ein zerfranstes Aussehen. Weibchen sind eher schlicht gefärbt.
- Flossenformel: Dorsale 1 IV–VI, Dorsale 2 I/9–12, Anale I/18–23, Pectorale 12–14.
- Schuppenformel: mLR 32–35, QR 9–10.

## Lebensraum
Parkinsons Regenbogenfisch lebt in mäßig bis schnell fließenden, klaren Flüssen des Tieflandregenwaldes. Die Temperatur liegt zwischen 27 und 30 °C, der pH-Wert zwischen 7,6 und 7,8. 